# Partido Liberal Exaltado
O Partido Liberal Exaltado, também designado por Jurujuba ou Farroupilha, foi um partido político brasileiro criado em 1831.
Foi fundado por ex-membros do grupo do Partido Liberal Radical do Primeiro Reinado que esperavam da Independência do Brasil uma real democratização do processo político. Era apoiado pelos jornais Trombeta dos Farroupilhas, O Repúblico e O Bem-te-vi.
Além do federalismo e do fim da vitaliciedade do Senado, defendia a abolição da monarquia, o republicanismo, o parlamentarismo, o fim do regime escravagista e a nacionalização da economia. Se diferenciava dos chimangos por defender o uso da força para fazer valer seus ideais.
O partido terminou em 1840 e seus membros migraram para o Partido Progressista, que, depois, se transformou no Partido Liberal.